# Kargopol
Kargopol (russisch Каргополь) ist eine Stadt in der Oblast Archangelsk im Nordwesten Russlands mit 10.214 Einwohnern (Stand 14. Oktober 2010). Kargopol ist eine der ältesten Städte im Norden Russlands.

## Geografie
Kargopol befindet sich am linken Ufer des Flusses Onega, 350 km südwestlich der Stadt Archangelsk und wenige Kilometer vom Latschasee entfernt. Es liegt nahe den Grenzen der Republik Karelien und der Oblast Wologda im Südwesten der Oblast Archangelsk. Die nächstgelegene Stadt ist das etwa 70 Kilometer östlich gelegene Njandoma.
Kargopol ist Verwaltungszentrum des gleichnamigen Kargopolski rajon. Zudem ist es seit 2006 administratives Zentrum der Stadtgemeinde Kargopolskoje (russisch Муниципальное образование «Каргопольское»/Munizipales Gebilde «Kargopolskoje»), die neben Kargopol auch das Dorf Saschgino (Зажигино) umfasst.
Das Klima der Stadt ist kaltgemäßigt kontinental, mit kurzen kühlen Sommern und langen kalten Wintern.

## Geschichte
Die Gegend am Onega-Fluss wurde spätestens seit dem 12. Jahrhundert von Kolonisten aus der Republik Nowgorod besiedelt. Über das Entstehungsjahr Kargopols gibt es keine genauen Angaben. Man geht anhand von Chroniken davon aus, dass es 1146 gegründet wurde. In diesem Jahr besiegte der Belomorsker Fürst Wjatscheslaw hier den finno-ugrischen Stamm der Tschuden. Der Name Kargopol ist vermutlich eine Russifikation der finno-ugrischen Wörter „karhu“ (zu deutsch: Bär) und „puoli“ (zu deutsch: Seite).
1378 wird in der Nikonchronik erstmals ein Fürst von Kargopol Gleb erwähnt, der sich dem Moskauer Großfürsten Dmitri Donskoi unterwirft. 1447 wird der Ort selber erstmals erwähnt, als die Fürsten Dmitri Schemjaka und Iwan Moschaiski in Kargo pole kurze Zeit Schutz vor der Rache des Moskauer Großfürsten Wassili II. suchten. Kargopol gehörte in dieser Zeit meist zur Republik Nowgorod, aber es kam wiederholt zu Kämpfen mit dem Großfürstentum Moskau um diese Region.
Mit der Zerschlagung der Republik Nowgorod im Jahr 1478 durch Iwan III. wurde Kargopol Teil des Großfürstentums Moskau.

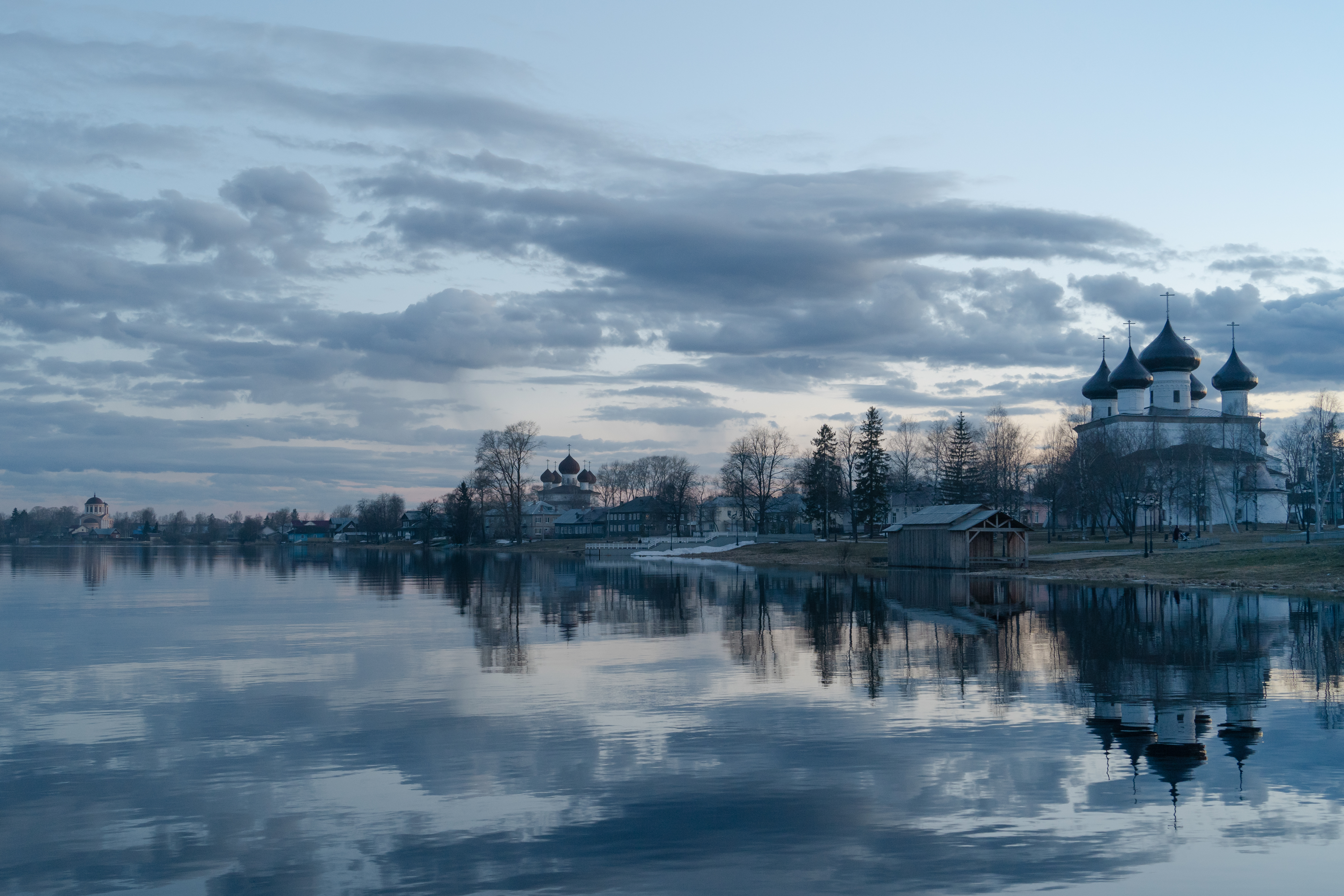
Blick vom Fluss

Vom 15. bis zum Ende des 17. Jahrhunderts war Kargopol, auf Grund seiner Lage an der Handelsroute von Moskau nach Archangelsk, eine der bedeutendsten Handelsstädte. Demzufolge war es auch eine der 19 zaristischen Städte, welche für den Unterhalt der Opritschnina aufkamen. Zudem war Kargopol zu Zeiten Iwans des Schrecklichen eine der wenigen Städte, die das Recht auf den gewinnbringenden Salzhandel erhielten. Die Stadt war noch im 19. Jahrhundert, abnehmend, einer der Umschlagplätze für sibirische Pelzfelle. 1844 wurden, in einer Auflistung über Zählmaße im Pelzhandel, für  eine Pelztafel (ein Pelzhalbfabrikat) benötigte Felle 160 Stück, ausdrücklich „kargopolsche Vehrücken“, genannt, die grauen Rückenteile sibirischer Eichhörnchen.
Kargopol war außerdem eine wichtige Festungsstadt und wurde zwischen 1612 und 1614, während des Polnisch-Russischen Krieges, dreimal belagert und teilweise niedergebrannt. 1608 wurde in Kargopol der Führer des russischen Bauernaufstandes Iwan Bolotnikow hingerichtet.
Kargopol, das bereits 1613 erstmals zur Stadt erklärt wurde, erhielt im Jahr 1776 das aktuelle Stadtrecht und wurde Kreisstadt der Provinz Olonez des Gouvernements Nowgorod.
Nachdem Russland Anfang des 18. Jahrhunderts über Sankt Petersburg Zugang zur Ostsee erhielt, verlor Kargopol seine Stellung als Handelsmetropole.
Mit der Fertigstellung der Eisenbahnstrecke von Moskau nach Archangelsk, welche etwa 80 km östlich von Kargopol verläuft, verlor es fast gänzlich an Bedeutung.
Von 1938 bis 1940 war Kargopol Sitz der Verwaltung für das nahegelegene Gulag Kargopol-ITL, in dem zeitweise bis zu 30.000 Personen inhaftiert waren. Die Häftlinge waren vor allem im Bereich der Holzgewinnung und -verarbeitung tätig.

## Bevölkerungsentwicklung

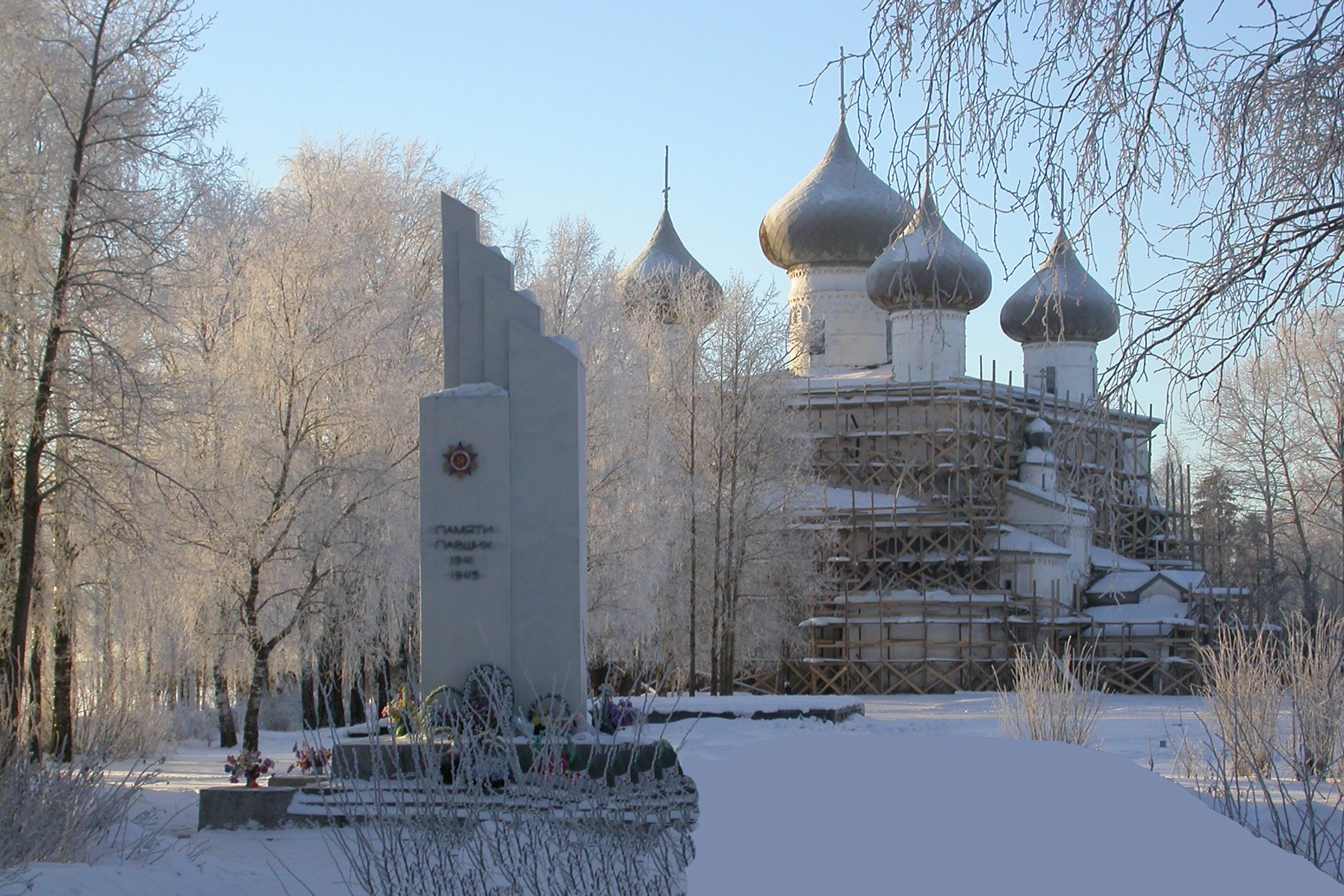
Die Christi-Geburt-Kathedrale aus dem Jahr 1562. Im Vordergrund befindet sich ein Denkmal für die Opfer des Großen Vaterländischen Krieges

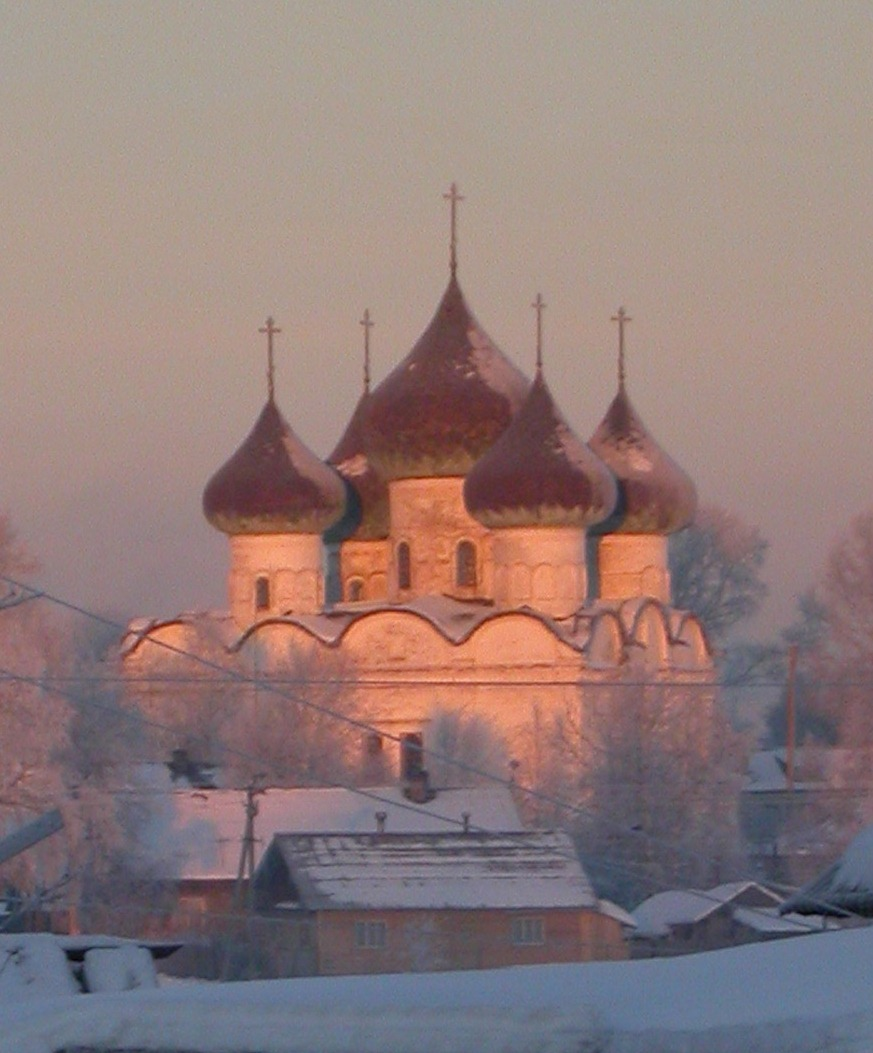
Auferstehungs-Kirche

Die folgende Übersicht zeigt die Entwicklung der Einwohnerzahlen von Kargopol.
| Jahr | Einwohner |
| ---- | --------- |
| 1562 | 523       |
| 1897 | 3.000     |
| 1926 | 3.400     |
| 1939 | 6.338     |
| 1959 | 8.650     |
| 1970 | 11.427    |
| 1979 | 10.749    |
| 1989 | 12.495    |
| 2002 | 11.192    |
| 2010 | 10.214    |

Anmerkung: 1897–2010 Volkszählungsdaten (bis 1926 gerundet)

## Wirtschaft und Verkehr
Die wichtigsten Wirtschaftszweige Kargopols sind vor allem die Forstwirtschaft und Nahrungsmittelindustrie. Kargopol ist bekannt für seine bemalten Tonspielzeuge (Каргопольская игрушка), deren Herstellung eine lange Tradition hat.
Die Stadt hat keine Eisenbahnanbindung. Der nächste Bahnhof befindet sich in Njandoma. Durch Kargopol verlaufen die Trassen R1 (Kargopol-Plessezk-Mirny-M8) und R2 (Pudosch–Kargopol–Njandoma).

## Bildung
In der Stadt befinden sich drei Mittelschulen sowie eine Sport- und eine Kunstschule.

## Sehenswürdigkeiten
Kargopol und seine Umgebung sind bekannt für seine mittelalterliche Architektur und die typischen Holz- und Steinkirchen Nordrusslands. Das Stadtpanorama ist von Gebäuden der russischen Weißmauer-Baukunst des 17. Jahrhunderts geprägt. Zu Beginn des 20. Jahrhunderts besaß Kargopol 22 Kirchen und zwei Klöster. Heute sind von ihnen noch 11 Kirchen erhalten. Die älteste ist die Christi-Geburt-Kathedrale (Христорождественский собор) aus dem Jahr 1562, deren Mauern aus Dolomitgestein sind.
Zu den anderen ältesten Steinkirchen der Stadt gehören:
- die Kirche Mariä Geburt (Церковь Рождества Богородицы) aus dem Jahr 1680
- die Kirche Unserer Lieben Frau in Jerusalem (Введенская церковь) aus dem Jahr 1802, nahe der Christi-Geburt-Kathedrale
- die Mariä-Verkündigungskirche (Благовещенская церковь) aus dem Jahr 1692
- die Dreifaltigkeitskirche (Троицкая церковь) am nordöstlichen Rand der Stadt, welche von 1790 bis 1802 errichtet wurde
- die Kirche Johannes der Täufer (Церковь Иоанна Предтечи) aus dem Jahr 1751, welche mit 35 m die höchste Kirche der Stadt ist
- die Auferstehungskirche (Воскресенская церковь), erbaut am Ende des 17. Jahrhunderts
- die Kirche der Sossima und Sawwati (Церковь Зосимы и Савватия) am Südwestrand der Stadt, welche zwischen 1814 und 1816 erbaut wurde
- die Nikolauskirche (Никольская церковь) aus dem Jahr 1742

Weitere Sehenswürdigkeiten sind der etwa 60 m hohe Glockenturm und das „Staatliche Historische und Architekturmuseum von Kargopol“.
Auf dem Territorium des Kargopolski rajon befindet sich außerdem der Kenosero-Nationalpark.

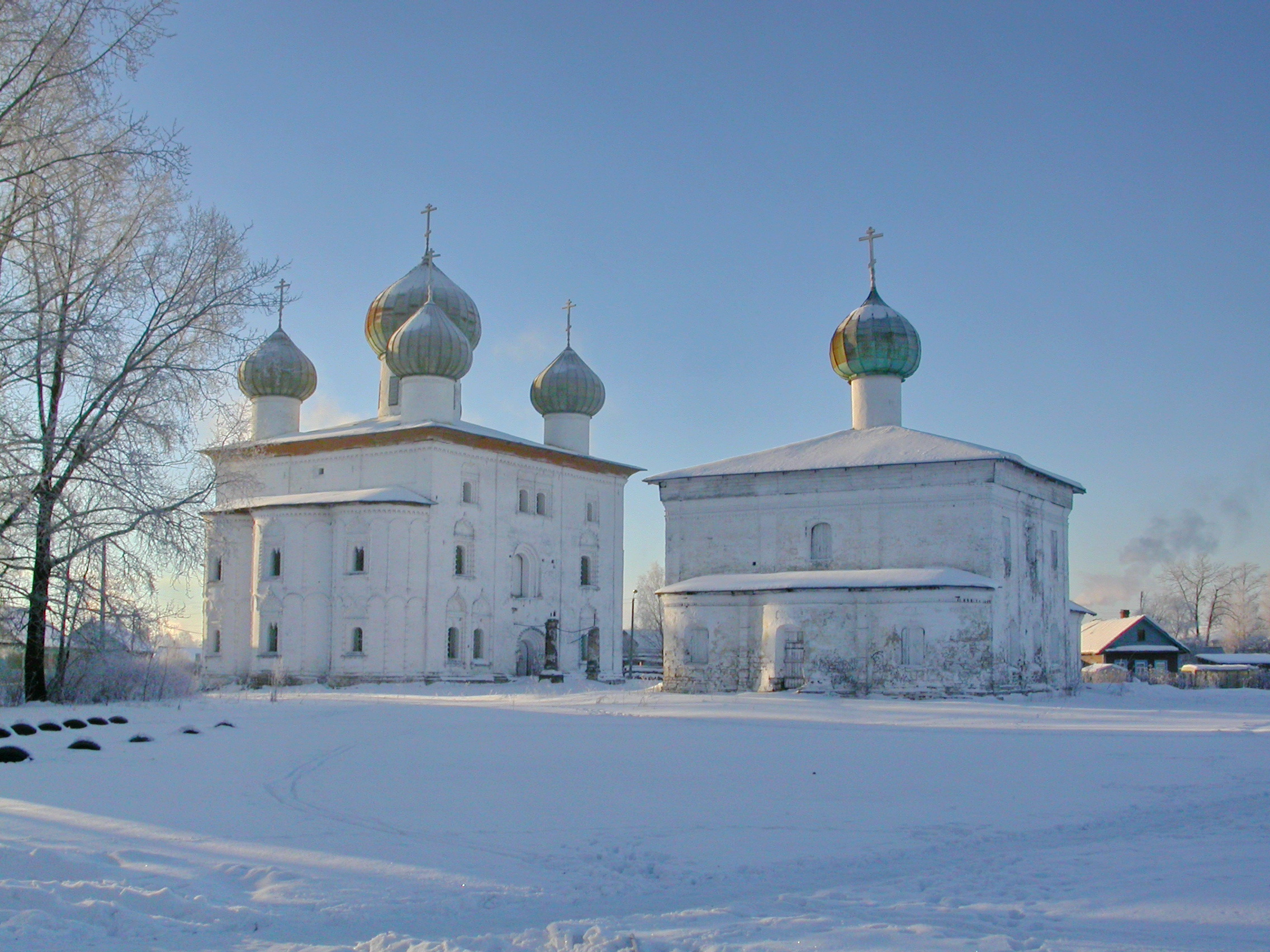
Nikolski Kirche
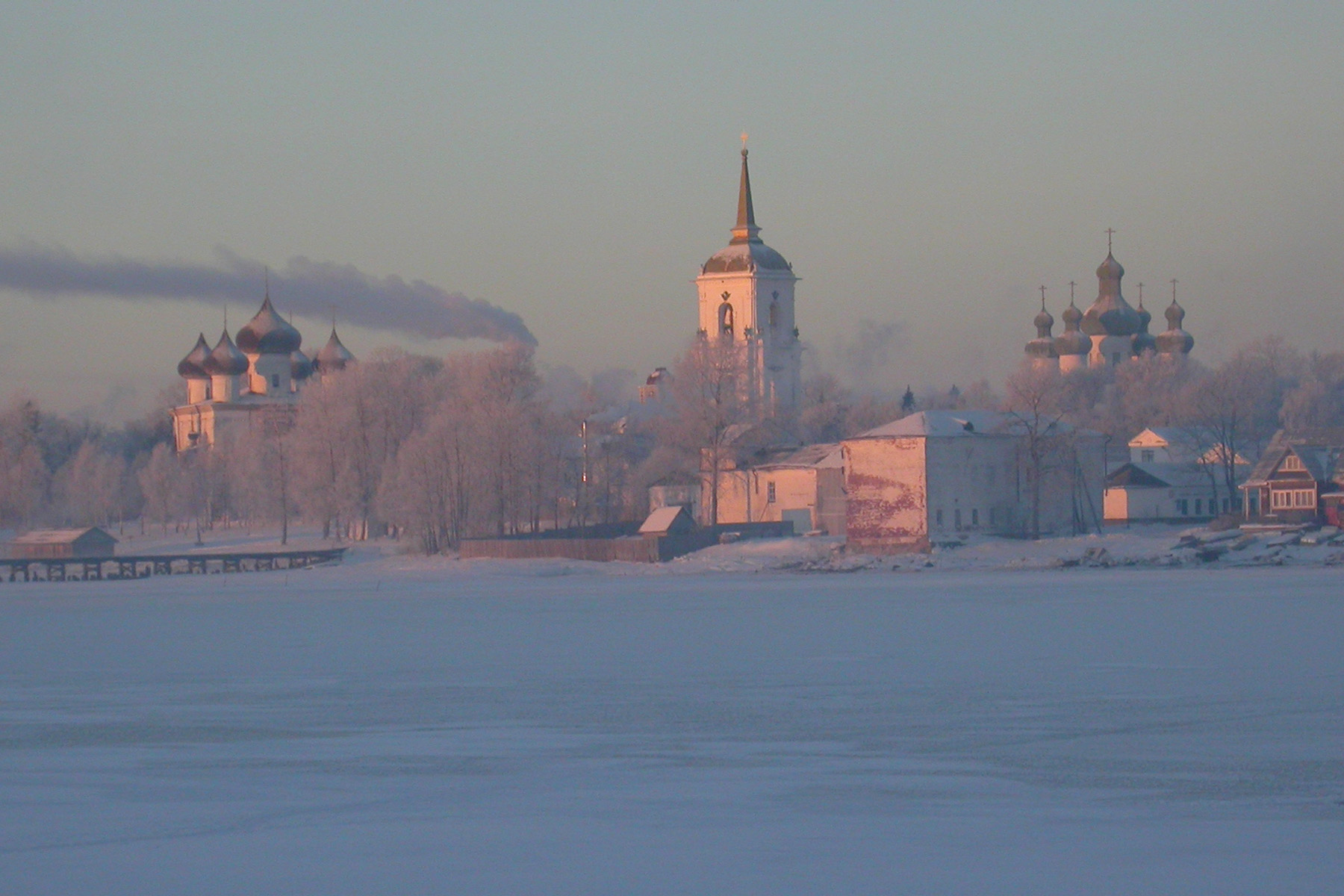
Blick über Kargopol mit der Christi-Geburt-Kathedrale (links)
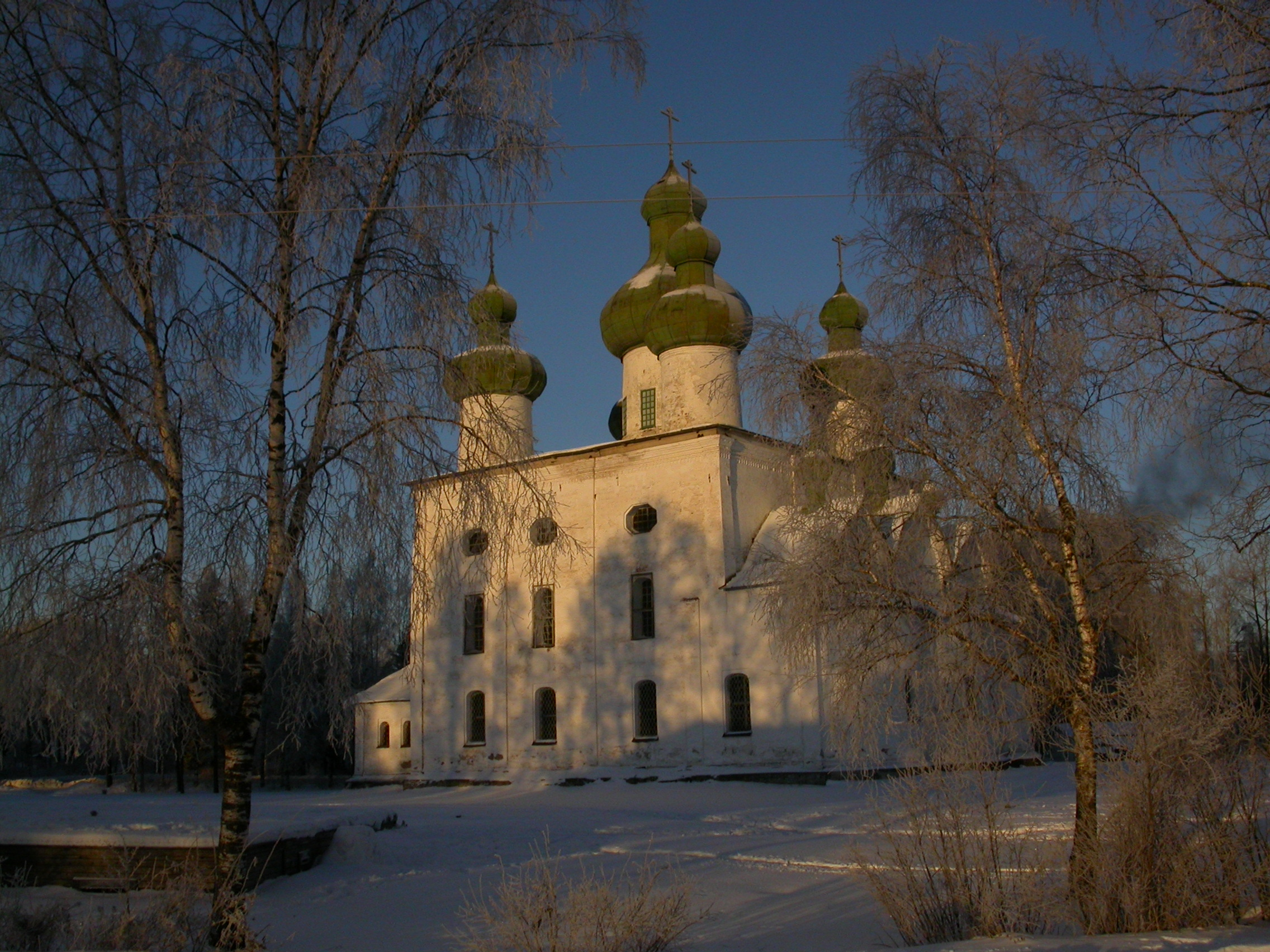
Kirche Johannes der Täufer

## Persönlichkeiten
- Alexander Baranow (1746–1819), Pelzhändler und Leiter der Russisch-Amerikanischen Kompagnie